# Риндела
Ри́ндела (рос. Рындела) — село в Кіровському районі Ленінградської області, Росія.